# Pavetta balinensis
Pavetta balinensis är en måreväxtart som beskrevs av Cornelis Eliza Bertus Bremekamp. Pavetta balinensis ingår i släktet Pavetta och familjen måreväxter.
Artens utbredningsområde är Små Sundaöarna. Inga underarter finns listade i Catalogue of Life.